# Merkavim

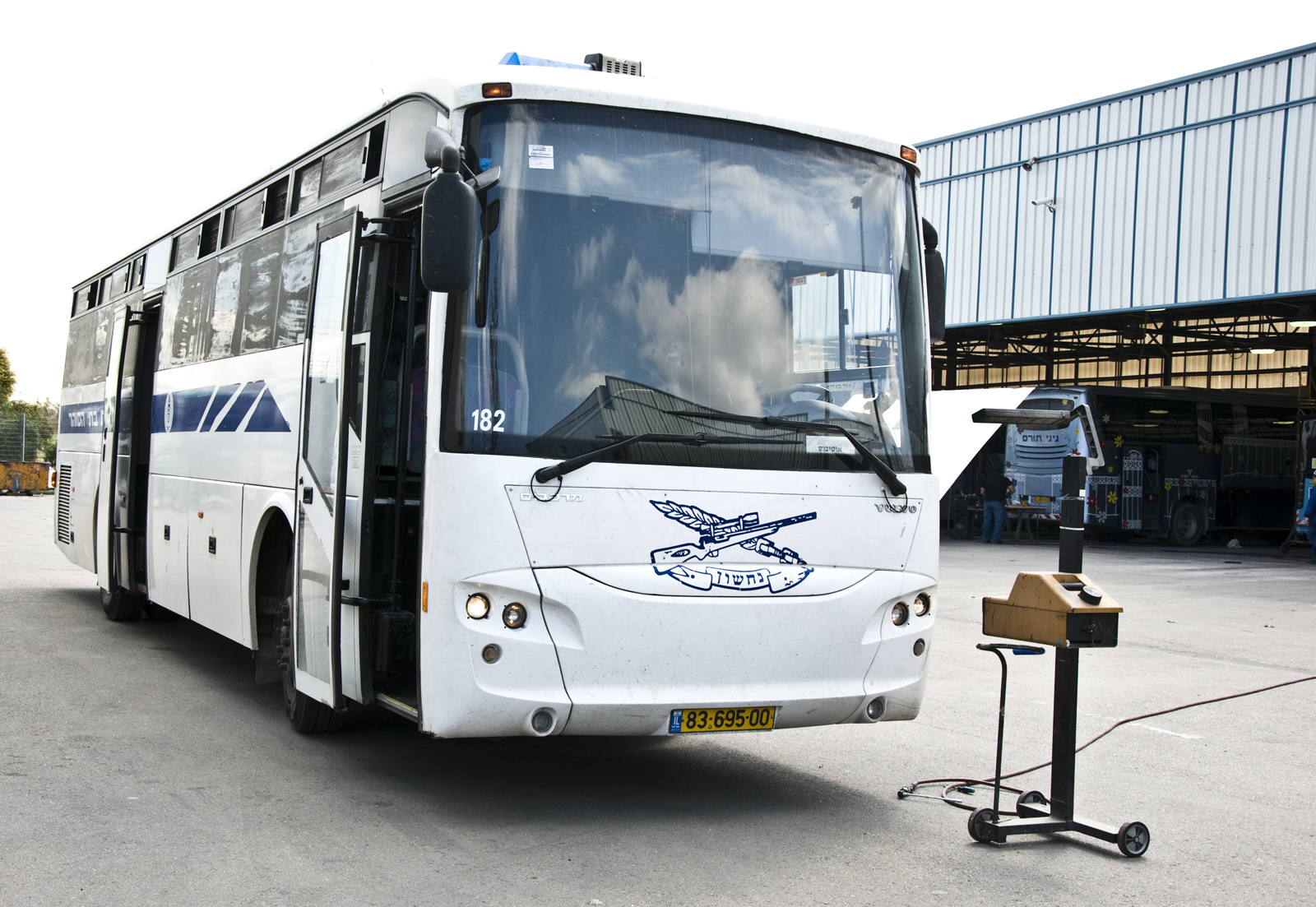
Merkavim Mars Defender — бронированный автобус Управления тюрем Израиля.

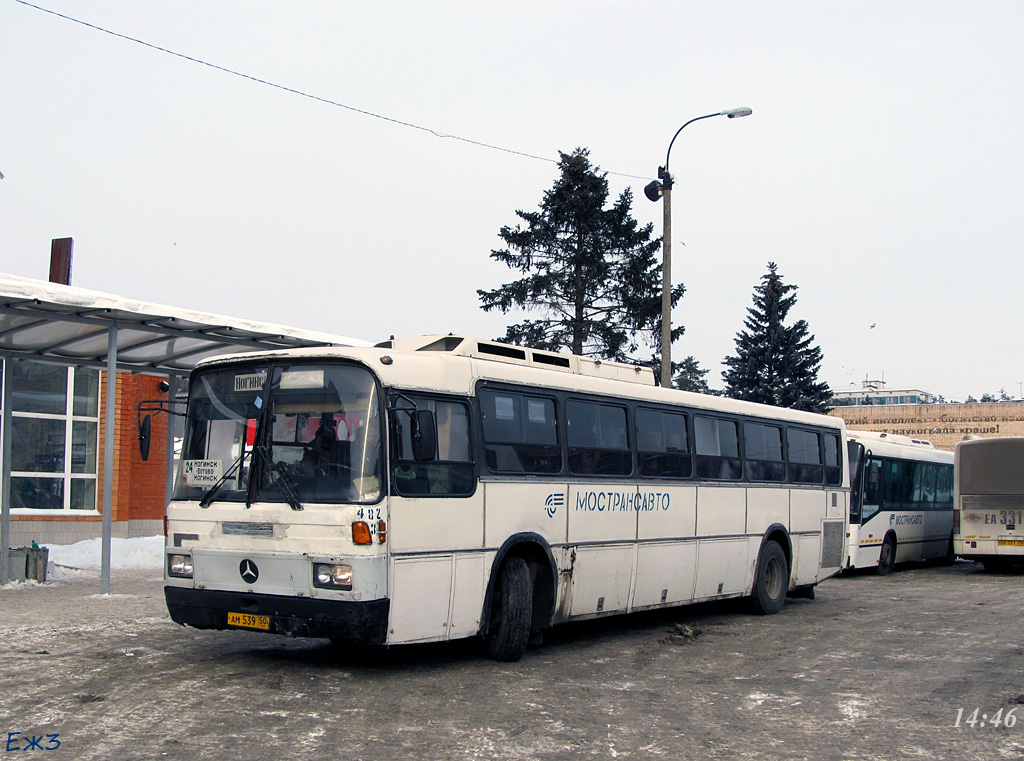
Автобус Merkavim израильского производства на шасси Mercedes-Benz O303-15R ГУП МО «Мострансавто» в Черноголовке.

Merkavim Transportation Technologies Ltd. (ивр. מרכבים) — израильская компания по производству автобусов.
Машиностроительное предприятие Merkavim Metal Works начало свою деятельность в 1946 году. Производит автобусы на готовых шасси Volvo, Mercedes-Benz, MAN, DAF и BYD. На фирме занято около 400 человек. Производственные мощности компании сосредоточены в Кесарии.